# Zen McGrath
Zen McGrath (* 30. Juli 2002 in Melbourne, Victoria) ist ein  australischer Schauspieler.

## Leben und Karriere
Der Sohn einer Neurowissenschaftlerin und eines Anästhesisten wuchs als mittleres von drei Geschwistern in Melbourne auf. Seine Brüder Gulliver (* 1998) und Winta (* 2005) sind ebenfalls als Schauspieler tätig. Die Familie soll später ins britische Birmingham übersiedelt sein.
Nachdem sein Bruder Gulliver Ende der 2000er-Jahre als Kinderdarsteller erste Rollen im australischen Film und Fernsehen bekleidet hatte, debütierte der 11-jährige Zen McGrath an der Seite seines Bruders Winta in Claudia Llosas Spielfilm Aloft (2014). In dem preisgekrönten Familiendrama war er als angehender Falkner Ivan zu sehen, der mit seiner schwierigen alleinerziehenden Mutter (dargestellt von Jennifer Connelly) und seinem schwerkranken Bruder (Winta McGrath) zu kämpfen hat. Die erwachsene Figur wurde von Cillian Murphy gespielt. Kritiker zogen Vergleiche zur Darstellung Hunter McCrackens in The Tree of Life (2011). Ein Jahr später übernahm McGrath die wiederkehrende Rolle des Josh in dem US-amerikanischen Fernsehmehrteiler Dig – Operation Armageddon (2015), in der er an der Seite von Lauren Ambrose agierte. Im Jahr 2016 gehörte er gemeinsam mit seinem Bruder Winta zum Schauspielensemble von Kriv Stenders’ australischem Familienfilm Red Dog – Mein treuer Freund mit Jason Isaacs und Levi Miller in den Hauptrollen.
In den preisgekrönten Fantasy- und Science-Fiction-Kurzfilmen Pilè (2017) und Risen (2020) des Australiers Tony Radevski übernahm McGrath jeweils die Hauptrolle. Für letztgenanntes Werk erhielt er eine Nominierung als bester Nachwuchsdarsteller beim St. Kilda Film Festival, Australiens größtem Kurzfilmfestival. Auch war McGrath bei Risen an den visuellen Effekten beteiligt.
Größere internationale Bekanntheit erlangte McGrath durch die Verpflichtung in Florian Zellers Spielfilm The Son (2022), in dem er an der Seite von Hugh Jackman die Titelrolle verkörperte. Der französische Dramatiker und Regisseur hatte in einem weltweiten Casting nach einem unbekannten Darsteller für die Rolle des 17-jährigen Scheidungskinds Nicholas für seine Theaterverfilmung gesucht. Zeller sollte McGrath später für seine „Intensität“ und „emotionale Kraft“ loben.

## Filmografie
- 2014: Aloft
- 2015: Dig – Operation Armageddon (Dig; Fernsehserie, 10 Folgen)
- 2016: Red Dog – Mein treuer Freund (Red Dog: True Blue)
- 2017: Pilè (Kurzfilm)
- 2019: Utopia (Fernsehserie, 1 Folge)
- 2020: Risen (Kurzfilm)
- 2022: The Son